# Guerre d'Isaurie
Guerre civile byzantine
La guerre d’Isaurie fut en fait une rébellion qui opposa de 492 à 497 l’armée de l’Empire romain d’Orient à un groupe de rebelles isauriens. À l’issue de la guerre, l’empereur Anastase Ier reprit le contrôle de la région et les chefs de l’insurrection furent exécutés.

## Contexte historique
L’Isaurie est une ancienne région d’Asie Mineure, située sur les monts Taurus dans l’actuelle Turquie, entre la Phrygie (au nord), la Cilicie (au sud), la Lycaonie (à l’est) et la Pisidie (à l’ouest). Incorporée à l’Empire romain en 279-280, elle fut hellénisée  et christianisée au IVe siècle, devenant une province romaine du diocèse d'Asie. 
Ce fut sous le règne de Théodose II (r. 408 – 450) que des Isauriens se virent confier pour la première fois des postes de commandement lorsqu’ils furent massivement recrutés dans l'armée de l’empire d’Orient naissant pour s'opposer aux invasions barbares. Plus tard, afin de contrer l'influence intérieure des Barbares (l'Ostrogoth Théodoric Strabon ou l'Alain Aspar, par exemple), l’empereur Léon Ier (r. 457 – 474) sera le premier à leur donner des postes de commandement tant dans l’armée dont ils constitueront, dès lors, le noyau que dans l’administration,,. Dès le début de son règne, cet empereur se retournera contre celui qui l’avait placé au pouvoir, Aspar, lequel représentait aux yeux des Romains une tutelle germanique de plus en plus inacceptable, lui opposant le clan isaurien mené par son gendre depuis 468, le chef de tribu Tarasikodissa, qui deviendra par la suite empereur, prenant le nom de Zénon (r. 474-475 et 476-491). 
S’affirmant avec hauteur, les Isauriens remplaceront les Germains comme objets de l’hostilité du peuple de Constantinople qui continuait à les considérer comme des demi-barbares,; entrainé par la belle-mère de l’empereur, Aelia Verina qui voulait placer sur le trône un ancien amant, Zénon est renversé en 475 et doit s’enfuir dans son Isaurie natale. Bien vite désappointée par celui qu’elle a mise au pouvoir, Aelia Verina se reconcilia vingt mois plus tard avec Zénon qui revint au pouvoir où il restera pendant encore quinze ans.
Sous son règne, les Isauriens continuèrent à prospérer, mais l’opposition à leur endroit se fit moins visible sans toutefois cesser de progresser. En 484, le magister militum Illus se rebella contre Zénon et s’enfuit en Orient d’où il appuya l’usurpation de Léonce, également Isaurien, qui avait été proclamé empereur à Tarse par l’impératrice douairière Vérina. Les rebelles réussirent à s’emparer d’Antioche, mais là se limita leur succès. Léonce dut alors se réfugier dans la citadelle de Papirius en Isaurie où il demeura quatre ans assiégé avant que sa belle-sœur ne le livre à l’armée impériale. Léonce fut alors exécuté à Séleucie d’Isaurie et sa tête envoyée à Constantinople,. 
L’un des problèmes que Zénon ne sut résoudre durant son règne est celui de l’hérésie monophysite qui continuait à progresser en particulier dans les provinces de l’Est en dépit des décrets du concile de Chalcédoine en 451. En 482, une tentative faite par l’empereur et le patriarche Acace de Constantinople pour rétablir l’unité grâce à une lettre appelée Hénotikon ne fit que creuser davantage le fossé.

## Le conflit

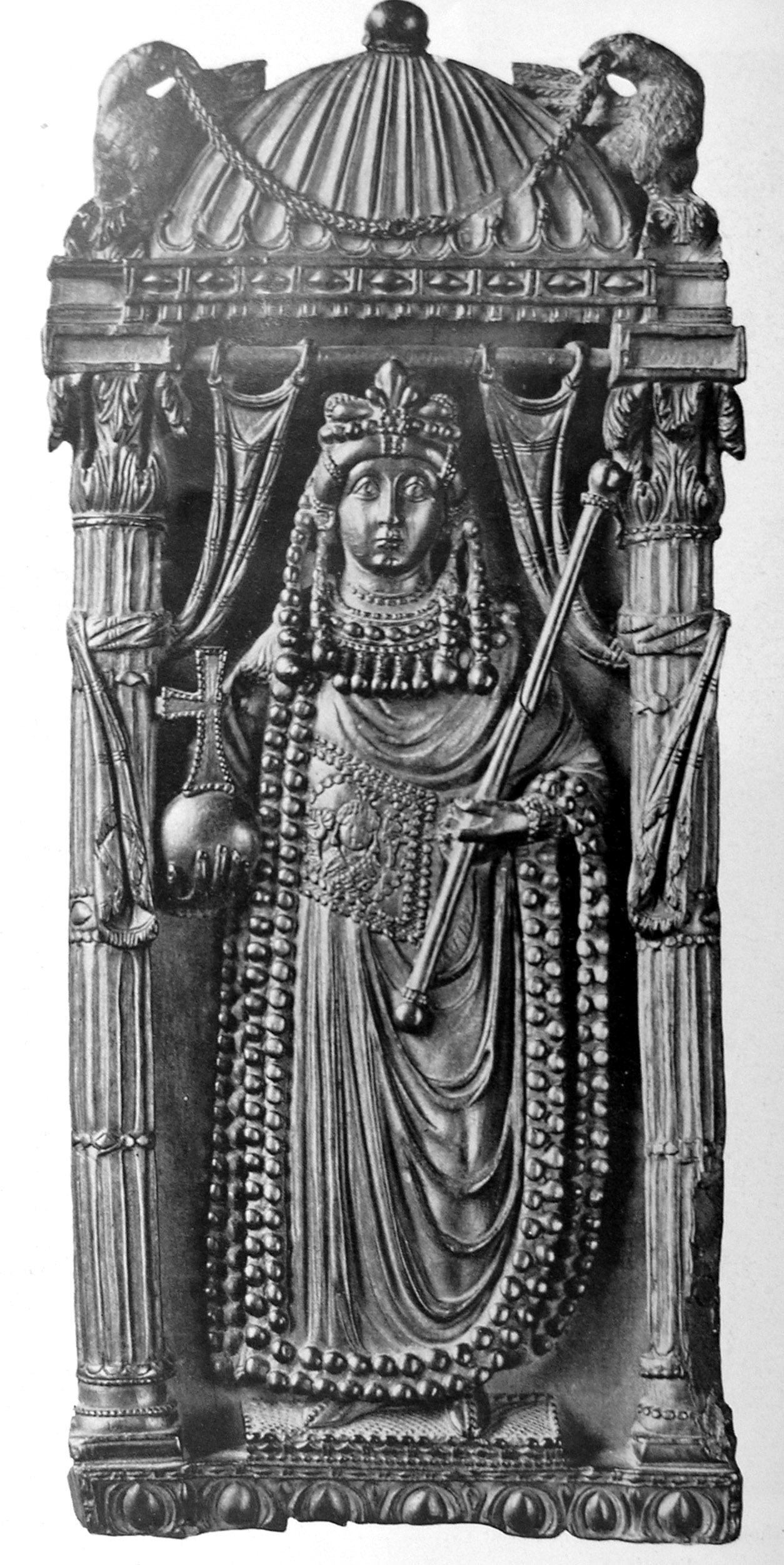
Segment d’un diptyque impérial représentant l'impératrice Ælia Ariadnè (musée national du Bargello).

Lorsque Zénon mourut, l’impératrice-veuve Ælia Ariadnè, fut accueillie par le peuple au cri de : « Donne l’Empire à un empereur orthodoxe; donne l’Empire à un empereur romain ». Le souhait populaire était d’en finir d’une part avec les monophysites, d’autre part avec les Isauriens. Le choix de l’impératrice se porta alors sur le silentiarius Anastase (r. 491 – 518), haut-fonctionnaire de la Cour originaire de Dyrrachium, déjà âgé qu’elle devait épouser six semaines plus tard. 
Son règne devait marquer la fin de la domination isaurienne, car son avènement écartait du trône un autre Isaurien, le frère et successeur possible de Zénon, Longinus de Cardala, lequel, outre l’appui des soldats isauriens de la capitale, pouvait compter sur celui des Bleus et des Verts, de l’hippodrome. Tôt après son avènement, le nouvel empereur exila rapidement Longinus en Égypte, où il dut se faire moine, et chassa les Isauriens de Constantinople après avoir mis fin à la subvention annuelle qui leur était versée .
Cette décision marquait le début d'une guerre qui devait durer cinq ans. En 492, le commandant des troupes isauriennes de cette région déclencha une révolte contre Anastase à laquelle se joignirent de nombreux Isauriens chassés de la capitale. Bientôt, ils furent assez nombreux pour constituer une armée. Anastase envoya contre elle deux armées, l’une commandée par le Thrace Jean le Bossu, l’autre par Jean le Scythe qui commandait les troupes d’Orient. Elles affrontèrent les rebelles à Kotyaion (Cotyaeum), en Phrygie. La bataille tourna rapidement en faveur de l’armée impériale, le commandant en chef des rebelles Lingis étant tué dès le début des affrontements. Les survivants de l’armée rebelle durent alors se réfugier dans les régions montagneuses de l’Isaurie où ils entamèrent une guerre de guérilla. En 493, le général romain Diogenianus réussit à capturer Claudiopolis, mais s’y retrouva assiégé par les Isauriens conduits par Conon, ancien métropolite d'Apamée, Isaurien de naissance qui avait abandonné sa charge pour participer à l'insurrection. Traversant les cols à marches forcées, Jean le Bossu vint à l’aide de son collègue qui grâce à une sortie remporta une victoire décisive contre les Isauriens au cours de laquelle Conon fut tué .
De 494 à 497, les Isauriens maintinrent la résistance à partir de la forteresse de Papirius, où AElia Verina, épouse de Marcianus et mère d’Ælia Ariadnè était décédée en 484. Ils y étaient approvisionnés à partir du port d'Antioche par le général Longin de Sélinonte, un des Isauriens exilés par l’empereur Anastase. Néanmoins, en 497, Jean le Scythe parvint à défaire les généraux Longinus de Cardala et Athenodorus qui avaient appuyé la révolte ; l’année suivante, Jean le Bossu captura les derniers chefs isauriens qui se trouvaient encore en liberté, Longinus Selinus et Indes, lesquels furent envoyés à Constantinople, « où ils furent promenés avec les fers au cou et aux mains, au grand contentement de l'Empereur, et du peuple », selon Évagre le Scholastique. Après avoir été exhibés à la foule jusqu’à l’Hippodrome, ils durent se prosterner (proskynesis) devant l’empereur assis dans la loge impériale (kathisma).

## Suites de la guerre

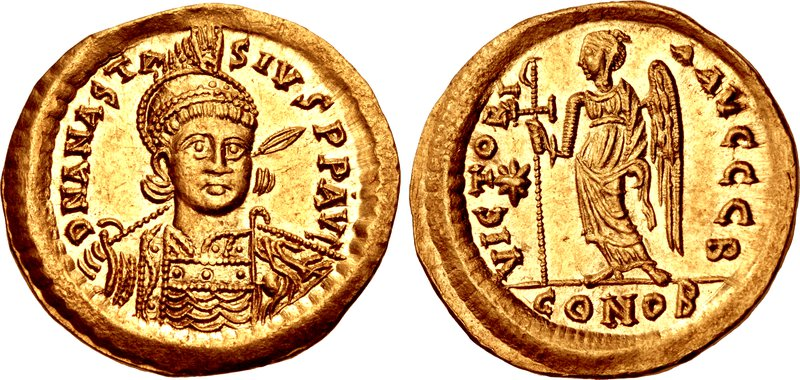
Solidus d’or à l’effigie de l’empereur Anastase.

En 495, l’empereur Anastase avait informé le patriarche Euphemius de Constantinople qu’il souhaitait mettre fin à cette guerre qui monopolisait des troupes qui auraient été mieux utilisées en Europe dans la lutte contre les populations barbares. Le patriarche ne trouva rien de mieux que d’en informer Jean, le beau-frère du leader isaurien Athenodorus. Celui-ci prit alors contact avec l’empereur qui sut ainsi que le patriarche avait informé ses adversaires de ses intentions.
Or les relations étaient déjà tendues entre l’empereur et le patriarche sur le plan religieux, alors que se poursuivait la querelle du monophysisme. Anastase, connu pour ses sympathies monophysites, avait dû pour que le patriarche consente à présider la cérémonie de couronnement s’engager par une profession de foi à respecter les décrets du concile de Chalcédoine. Toutefois, sa politique religieuse se tourna de plus en plus en faveur des monophysites au grand dam des orthodoxes et du patriarche.  L’empereur décida donc d’accuser le patriarche de trahison. Ce dernier fut excommunié et déposé en 496.
Après la guerre, Anastase récompensa ses généraux en leur offrant le consulat : Jean le Scythe détint le poste en 498 et Jean le Bossu en 499. Pour célébrer sa victoire, l’empereur confia à l’architecte Aetherius le soin de construire la Porte de Bronze ou Chalkè (en grec : Χαλκῆ Πύλη), en fait, un vaste vestibule de cérémonie qui donnait accès au Grand Palais. L’édifice original devait être détruit sous Justinien en 532 lors de la sédition Nika. Pour sa part, le poète Christodore commémora cette guerre dans un poème en six volumes maintenant perdu et intitulé Isaurica.

### Source  primaire
- Évagre le Scholastique, Histoire ecclésiastique, livre III, chapitre XXXV, « « Défaite des Isauriens » [en ligne] http://archive.wikiwix.com/cache/index2.php?url=http%3A%2F%2Fremacle.org%2Fbloodwolf%2Feglise%2Fevagre%2Feglise3.htm.
- Zacharias of Mytilene, Syriac Chronicle, Book VII, Chapter VI [en ligne] https://web.archive.org/web/20080120015215/http://www.earlychristianwritings.com/fathers/zachariah07.htm.

### Sources secondaires
- (en) Brown, Peter (1989). The World of Late Antiquity: AD 150–750. New York and London, W.W. Norton and Co, 1989.  (ISBN 978-0-39395-803-4).
- (en) Bury, John Bagnell. History of the Later Roman Empire, BiblioBazaar, LLC, 2009,  (ISBN 1-113-20102-9).
- (en) Canduci, Alexander. Triumph and Tragedy, The rise and fall of Rome’s immortal emperors. Pier 9, 2010.  (ISBN 978-1-741-96598-8).
- (en) Chisholm, Hugh, ed. (1911). "Anastasius I". Encyclopædia Britannica. 1 (11th ed.). Cambridge University Press, 1911.
- (en) Croke, Brian . Count Marcellinus and His Chronicle, Oxford University Press, 2001, (ISBN 0-19-815001-6).
- (en) Croke, Brian.  "Dynasty and Ethnicity: Emperor Leo and the Eclipse of Aspar", Chiron 35 (2005), pp. 147–203.
- (en) Duke, Stanley Welsh, “Ælia Verina”, (dans) Geni, URL:  https://www.geni.com/people/Aelia-Verina/6000000007166533573.
- (en) Greatrex, Geoffrey &Lieu, Samuel N. C. The Roman Eastern Frontier and the Persian Wars AD 363-628. London, Routledge, 2005.  (ISBN 978-0-415-14687-6).
- (en) Hussey, J.M., ed. (1985). The Cambridge Medieval History. CUP Archive, 1985.  (ISBN 978-0-521-04535-3).
- (en) Jones, Arnold Hugh Martin;  John Robert Martindale; John Morris, "Fl. Ioannes qui et Gibbus 93", The Prosopography of the Later Roman Empire, volume 2, Cambridge University Press, 1992,  (ISBN 0-521-20159-4).
- (en) Mc Cormick, Michael. Eternal Victory: Triumphal Rulership in Late Antiquity, Byzantium and the Early Medieval West. Cambridge, Cambridge University Press, 1990.  (ISBN 0-521-38659-4).
- (en) Meyendorff, John. Imperial unity and Christian divisions: The Church 450–680 A.D. The Church in history. 2. Crestwood, NY,  St. Vladimir's Seminary Press, 1989.  (ISBN 978-0-88-141056-3).
- (en) John Norwich, Byzantium : the Early Centuries, London, Penguin, 1988 (978-0-670-80251-7).
- (de) Ostrogorsky, Georges. Histoire de l’État byzantin. Paris, Payot, 1977 [1956].
- (en) Pazdernik, Charles (1999). "Anicia Juliana". (in) G.W. Bowersock; Peter Brown; Oleg Grabar (eds.). Late Antiquity: A Guide to the Postclassical World. Cambridge  (MA), The Belknap Press of Harvard University Press, 1999.  (ISBN 978-0-67451-173-6).
- (en) Warren Treadgold, A History of the Byzantine State and Society, Stanford (California), Stanford University Press, 1997, 1019 p. (ISBN 978-0-8047-2630-6, lire en ligne).
- (en) Williams, Stephen and J.G.P. Friell. The Rome that did not fall: the survival of the East in the fifth century, CRC Press, 1999,  (ISBN 0-203-98231-2).
- (fr) Zosso, François & Christian Zingg. Les Empereurs romains. Paris, Éditions Errance, 2009.  (ISBN 978-2-877-72390-9).